# Jessy Gálvez López
Jessy Gálvez López (20 mei 1995) is een Belgisch voetballer die als middenvelder speelt. Hij speelt bij RUS Rebecquoise.

## Clubcarrière
Gálvez López komt uit de jeugd van Sporting Charleroi. Hij debuteerde voor De Carolo's op 26 december 2013 in de Jupiler Pro League tegen KRC Genk. Hij mocht na 86 minuten invallen voor Neeskens Kebano. Charleroi won de wedstrijd in de Cristal Arena met 0-3 na twee doelpunten van David Pollet en eentje van Danijel Milićević. In juli 2016 ondertekende de middenvelder een tweejarig contract bij Cercle Brugge. Aan de start van het seizoen 2017/18 werd hij echter doorverwezen naar de beloftenploeg van de Bruggelingen. Gálvez-López trainde die zomer even mee met Helmond Sport, maar kon er geen contract versieren. Eind januari 2018 werd zijn contract in onderling overleg ontbonden. Enkele maanden later vond hij onderdak Châtelet-Farciennes SC. Na anderhalf jaar stapte hij over naar RAAL La Louvière.

## Statistieken
| Seizoen | Club                   | Land            | Competitie             | Competitie | Competitie | Beker | Beker | Internationaal | Internationaal | Totaal | Totaal |
| Seizoen | Club                   | Land            | Competitie             | Wed.       | Dlp.       | Wed.  | Dlp.  | Wed.           | Dlp.           | Wed.   | Dlp.   |
| ------- | ---------------------- | --------------- | ---------------------- | ---------- | ---------- | ----- | ----- | -------------- | -------------- | ------ | ------ |
| 2013/14 | Sporting Charleroi     | Vlag van België | Jupiler Pro League     | 10         | 1          | 0     | 0     | —              | —              | 10     | 1      |
| 2014/15 | Sporting Charleroi     | Vlag van België | Jupiler Pro League     | 23         | 3          | 3     | 0     | —              | —              | 26     | 3      |
| 2015/16 | Sporting Charleroi     | Vlag van België | Jupiler Pro League     | 4          | 0          | 1     | 0     | 2              | 0              | 7      | 0      |
| 2016/17 | Cercle Brugge          | Vlag van België | Proximus League        | 20         | 0          | 0     | 0     | —              | —              | 20     | 0      |
| 2017/18 | Cercle Brugge          | Vlag van België | Proximus League        | 0          | 0          | 0     | 0     | —              | —              | 0      | 0      |
| 2017/18 | Châtelet-Farciennes SC | Vlag van België | Eerste klasse amateurs | 4          | 1          | 0     | 0     | —              | —              | 4      | 1      |
| 2018/19 | Châtelet-Farciennes SC | Vlag van België | Eerste klasse amateurs | 27         | 1          | 0     | 0     | —              | —              | 27     | 1      |
| 2019/20 | RAAL La Louvière       | Vlag van België | Tweede klasse amateurs |            |            |       |       | —              | —              |        |        |
| 2020/21 | RAAL La Louvière       | Vlag van België | Tweede afdeling        |            |            |       |       | —              | —              |        |        |
| 2021/22 | RUS Rebecquoise        | Vlag van België | Tweede afdeling        |            |            |       |       | —              | —              |        |        |
| TOTAAL  | TOTAAL                 | TOTAAL          | TOTAAL                 | 57         | 4          | 4     | 0     | 2              | 0              | 63     | 4      |

## Interlandcarrière
Gálvez López kwam reeds uit voor meerdere Belgische nationale jeugdselecties.